# فاغنر كوستا
فاغنر دومينغيز كوستا (بالبرتغالية: Wagner Domingues Costa‏)‏ (5 نوفمبر 1968 - 9 سبتمبر 2018) هو ممثل ومغني برازيلي. كان معروفًا في ثقافة البوب البرازيلية بسبب عدد أطفاله الكبير، وكونه متزوج بامرأتان، وبسبب ضحكته الشهيرة في بداية أو نهاية أغانيه.

## روابط خارجية
- فاغنر كوستا على موقع IMDb (الإنجليزية)
- فاغنر كوستا على موقع ميوزك برينز (الإنجليزية)
- فاغنر كوستا على موقع ديسكوغز (الإنجليزية)
- فاغنر كوستا على موقع قاعدة بيانات الفيلم (الإنجليزية)